# Clerodendrum
- Commons
- Wikispecies

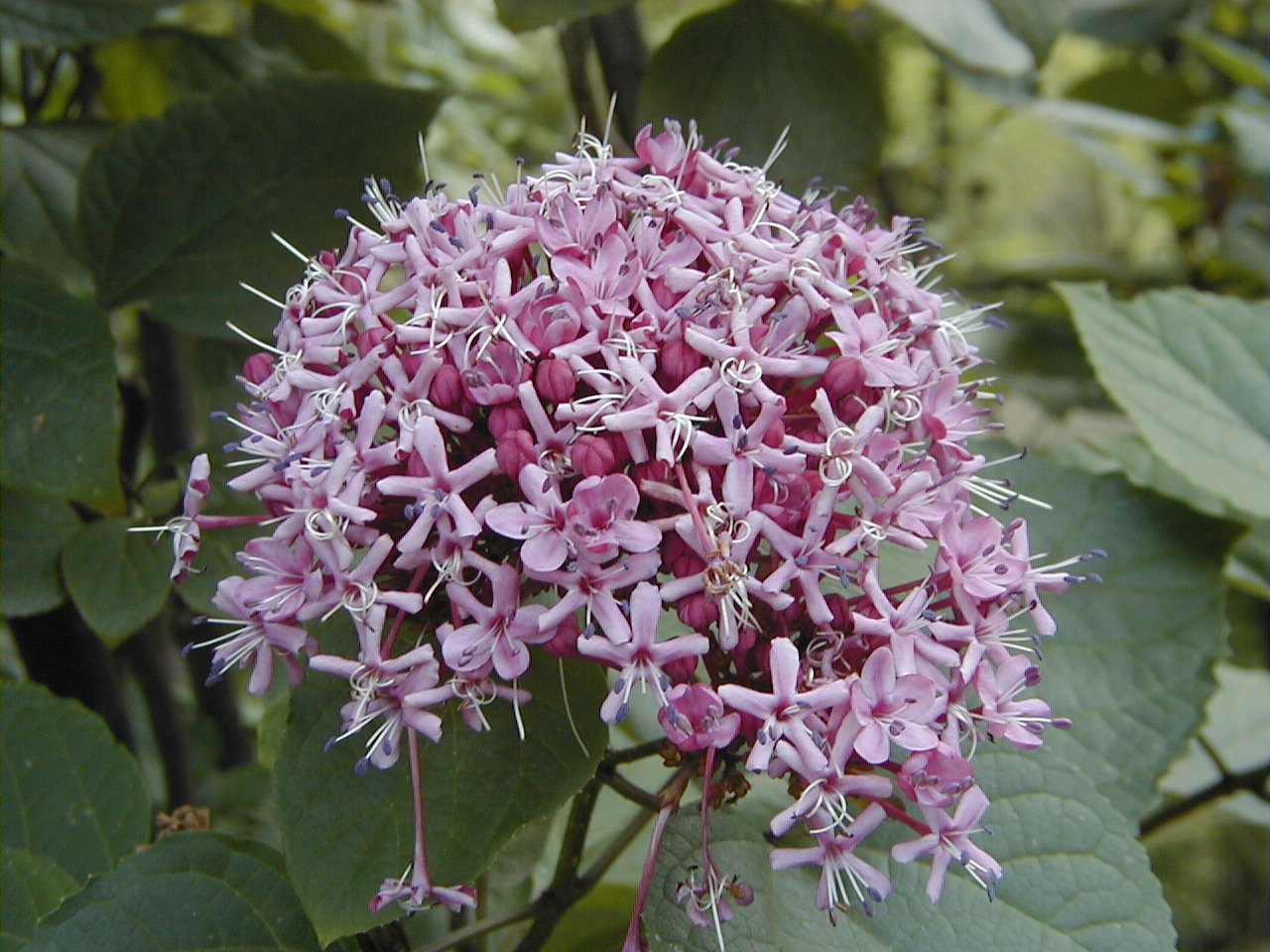
Clerodendrum bungei.

Clerodendrum L. é um gênero botânico da família Lamiaceae, encontrado nas regiões tropicais da África e Ásia.

## Sinonímia
- Volkameria L.
- Kalaharia Baill.
- Siphoboea Baill.

## Espécies
| - Clerodendrum brachystemon - Clerodendrum bracteatum - Clerodendrum bungei - Clerodendrum canescens - Clerodendrum chinense - Clerodendrum colebrookianum - Clerodendrum confine - Clerodendrum cyrtophyllum - Clerodendrum ervatamioides - Clerodendrum fortunatum - Clerodendrum fragrans - Clerodendrum garrettianum - Clerodendrum griffithianum - Clerodendrum hainanense - Clerodendrum henryi - Clerodendrum indicum - Clerodendrum inerme - Clerodendrum intermedium - Clerodendrum japonicum | - Clerodendrum kaichianum - Clerodendrum kiangsiense - Clerodendrum kwangtungense - Clerodendrum lindleyi - Clerodendrum longilimbum - Clerodendrum luteopunctatum - Clerodendrum mandarinorum - Clerodendrum paniculatum - Clerodendrum peii - Clerodendrum serratum - Clerodendrum subscaposum - Clerodendrum tibetanum - Clerodendrum thomsoniae - Clerodendrum trichotomum - Clerodendrum villosum - Clerodendrum wallichii - Clerodendrum yunnanense |

- «Lista completa»

## Classificação do gênero
| Sistema | Classificação                        | Referência               |
| ------- | ------------------------------------ | ------------------------ |
| Linné   | Classe Didynamia, ordem Angiospermia | Species plantarum (1753) |